# قعقعية للجسر
قعقعية للجسر هي إحدى القرى اللبنانية من قرى قضاء النبطية في محافظة النبطية.